# Phylloscartes ophthalmicus
Phylloscartes ophthalmicus là một loài chim trong họ Tyrannidae.